# Areometr Fahrenheita

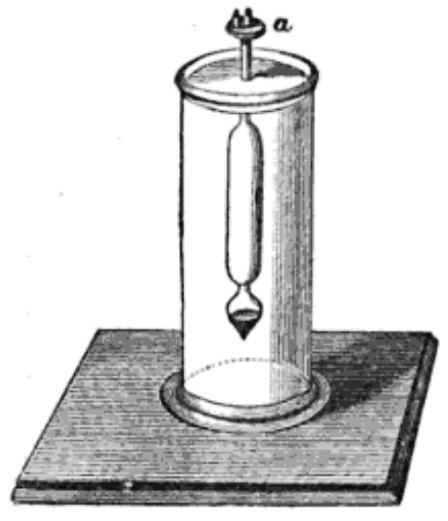
Areometr Fahrenheita

Areometr Fahrenheita – rodzaj areometru, przyrząd do mierzenia gęstości (lub precyzyjniej mówiąc: ciężaru właściwego) cieczy. Wynaleziony przez mieszkającego w Gdańsku Daniela Gabriela Fahrenheita (1686–1736, wynalazcę m.in. termometru rtęciowego).

## Budowa i pomiar
Jest to przyrząd o stałej objętości, pływający w cieczy. Składa się z obciążonego w dolnej części pływaka, na którego górnej, niezanurzanej części umieszczona jest mała tacka, na której kładzie się obciążniki. Aby dokonać pomiaru, należy dokładnie określić ciężar Q suchego areometru, następnie zanurzyć go w wodzie i dociążyć obciążnikami o ciężarze q aż do stanu, w którym menisk cieczy osiągnie poziom kreski na przyrządzie. W tym położeniu ciężar wody wypartej równy jest Q + q. Potem areometr wyjmuje się i suszy, a następnie umieszcza się w cieczy o tej samej temperaturze, której gęstość się określa. Ciężar obciążników, wystarczający do zanurzenia areometru do tego samego położenia wynosi x. Ciężar właściwy γ badanej cieczy wylicza się ze wzoru: γ  = (Q + x) / (Q + q).
Przyrząd ten może być wykonany z różnych materiałów, np. szkła lub metalu.